# Fivelandia 9 - Le più belle sigle originali dei tuoi amici in TV
Fivelandia 9 – Le più belle sigle originali dei tuoi amici in TV è una raccolta di sigle di programmi per bambini in onda sulle reti Fininvest pubblicata nel 1991.

## Descrizione
L'album è il nono capitolo della collana Fivelandia e contiene le sigle dei cartoni animati andati in onda sulle reti Mediaset nel periodo intorno alla pubblicazione e le sigle dell'edizione 1991/92 dei due programmi contenitori Bim Bum Bam e Ciao Ciao.
Solo tre brani presenti nella raccolta ed inediti su LP (Il libro della giungla, Il mistero della pietra azzurra e Papà Gambalunga) erano stati precedentemente pubblicati su 45 giri; la pubblicazione dei 45 giri delle sigle dei cartoni animati verrà infatti definitivamente interrotta nel 1991. Tutti gli altri brani presenti nella raccolta sono del tutto inediti. I nonni ascoltano era la sigla di chiusura della serie televisiva Cristina, l'Europa siamo noi. Luna Party, duetto di Cristina D'Avena con Gerry Scotti, era stata incisa ed utilizzata in occasione della partecipazione della cantante all'omonimo programma televisivo condotto appunto da Gerry Scotti: la base musicale della canzone Abbracciami perdonami gli sbagli di Bianca Atzei del 2017 è uguale proprio alla sigla della trasmissione.
Per motivi ignoti il brano Ciao Sabrina è presentato in una versione incompleta, lunga circa 2:20, che viene sfumata dopo l'inizio del secondo ritornello, nonostante il minutaggio indicato nella pubblicazione sia quello corretto (circa 3:10). Il brano verrà pubblicato integralmente dalla RTI Music soltanto nella raccolta Super Stars distribuita nel 2007. 
Questo è l'ultimo volume della collana dove sono presenti sigle dei programmi contenitori Bim Bum Bam e Ciao Ciao in versione estesa. Nella stagione 1992/93 verrà infatti realizzata per entrambi i programmi una sigla di soli 30 secondi che verrà poi utilizzata in tutte le stagioni successive. Si tratta anche dell'ultimo volume della collana in cui è presente la sigla di una serie televisiva avente per protagonista Cristina D'Avena.
Nel 2006 l'album è stato ripubblicato, prima in versione doppia e successivamente singola.

## Tracce
Tutti i testi di Alessandra Valeri Manera, tranne la traccia 13.
1. Il libro della giungla – 3:07 (musica: Carmelo Carucci)
2. Ciao Sabrina – 3:11 (musica: Piero Cassano, Paolo Marino)
3. Il mistero della pietra azzurra – 3:37 (musica: Carmelo Carucci)
4. I nonni ascoltano – 3:25 (musica: Carmelo Carucci)
5. Papà Gambalunga – 3:09 (musica: Carmelo Carucci)
6. Bravo Molière – 3:23 (musica: Massimiliano Pani)
7. Quando è in onda Bim Bum Bam – 3:34 (musica: Vincenzo Draghi)
8. L'Europa siamo noi – 4:09 (musica: Carmelo Carucci)
9. Dolceluna – 3:44 (musica: Piero Cassano, Paolo Marino)
10. Luna Party – 3:37 (musica: Carmelo Carucci)
11. Mille luci nel bosco – 3:06 (musica: Carmelo Carucci)
12. D'Artacan – 3:14 (musica: Vincenzo Draghi)
13. Il ritorno dei Cavalieri dello Zodiaco – 3:44 (Massimo Dorati)
14. Corre il treno di Ciao Ciao – 3:18 (musica: Vincenzo Draghi)

## Interpreti e cori
- Cristina D'Avena (n. 1-2-3-4-5-6-8-9-11-12)
- Cristina D'Avena, Gerry Scotti (n. 10)
- Massimo Dorati (n. 13)
- Roberto Ceriotti, Carlotta Pisoni Brambilla, Carlo Sacchetti, Manuela Blanchard, Debora Magnaghi, Uan (Giancarlo Muratori), Ambrogio (Daniele Demma) (n. 7)
- Paola Tovaglia, Flavio Albanese, Marta Iacopini, Guido Cavalleri, Four (Pietro Ubaldi) (n. 14)

- I Piccoli Cantori di Milano (diretti da Laura Marcora), Marco Gallo, Vincenzo Draghi, Moreno Ferrara, Silvio Pozzoli, Paola Orlandi, Paola Tovaglia.

## Differenze con la ristampa
L'album è stato ristampato in due versioni, doppia e singola a partire dal 28 aprile 2006.

### Fivelandia 9 & 10
Fivelandia 9 & 10 è un album di Cristina D'Avena, pubblicato da Rti SpA e distribuito da Edel, il 28 aprile 2006. La copertina dell'album, riprende in un formato più piccolo le copertine degli album originali.

### Tracce
CD1
1. Il libro della giungla (Alessandra Valeri Manera/Carmelo Carucci) 3:07
2. Ciao Sabrina (Alessandra Valeri Manera/Piero Cassano, Paolo Marino) 3:11
3. Il mistero della pietra azzurra (Alessandra Valeri Manera/Carmelo Carucci) 3:37
4. I nonni ascoltano (Alessandra Valeri Manera/Carmelo Carucci) 3:25
5. Papà Gambalunga (Alessandra Valeri Manera/Carmelo Carucci) 3:09
6. Bravo Molière (Alessandra Valeri Manera/Massimiliano Pani) 3:23
7. Quando è in onda Bim Bum Bam (Alessandra Valeri Manera/Vincenzo Draghi) 3:34
8. L'Europa siamo noi (Alessandra Valeri Manera/Carmelo Carucci) 4:09
9. Dolceluna (Alessandra Valeri Manera/Piero Cassano, Paolo Marino) 3:44
10. Luna Party (Alessandra Valeri Manera/Carmelo Carucci) 3:37
11. Mille luci nel bosco (Alessandra Valeri Manera/Carmelo Carucci) 3:06
12. D'Artacan (Alessandra Valeri Manera/Vincenzo Draghi) 3:14
13. Il ritorno dei Cavalieri dello Zodiaco (Massimo Dorati) 3:44
14. Corre il treno di Ciao Ciao (Alessandra Valeri Manera/Vincenzo Draghi) 3:18

CD2
1. Robin Hood (Alessandra Valeri Manera/Carmelo Carucci) 3:18
2. Bentornato Topo Gigio (Alessandra Valeri Manera/Carmelo Carucci) 4:05
3. C.O.P.S. Squadra Anticrimine (Alessandra Valeri Manera/Carmelo Carucci) 3:44
4. Tutti in scena con Melody (Alessandra Valeri Manera/Carmelo Carucci) 3:15
5. Com'è grande l'America (Alessandra Valeri Manera/Carmelo Carucci) 3:27
6. Cantiamo con Cristina (Alessandra Valeri Manera/Carmelo Carucci) 1:47
7. Il ritorno di D'Artacan (Alessandra Valeri Manera/Carmelo Carucci) 3:31
8. Arriva Bim Bum Bam (Alessandra Valeri Manera/Vincenzo Draghi) 0:31
9. Cristoforo Colombo (Alessandra Valeri Manera/Carmelo Carucci) 3:22
10. Forza campioni (Alessandra Valeri Manera/Carmelo Carucci) 3:31
11. Bonjour Marianne (Alessandra Valeri Manera/Carmelo Carucci) 3:05
12. Michel Vaillant, tute, caschi e velocità (Alessandra Valeri Manera/Carmelo Carucci) 3:07
13. Diventeremo famose (Alessandra Valeri Manera/Carmelo Carucci) 2:55
14. Il mio amico Huck (Alessandra Valeri Manera/Carmelo Carucci) 3:27
15. Che papà Braccio di Ferro! (Alessandra Valeri Manera/Carmelo Carucci) 2:53
16. Afferra la magia di Ciao Ciao (Alessandra Valeri Manera/Vincenzo Draghi) 0:26